# 小納戸
小納戸（こなんど）は、江戸幕府の役職のひとつで、将軍近侍職にあたる。
幕府における小納戸は、将軍が起居し、政務を行う江戸城本丸御殿中奥で将軍に勤仕して、日常の細務に従事する者のこと。役高は500石 (小納戸頭取の役高は1500石)で、若年寄の管轄支配下とされ、御目見以上であり、布衣着用を許された。小姓に比べると職掌は多岐にわたり、小納戸の人数は、4代将軍家綱のころには20人前後、その後の幕末には100人を超えていた。

## 任命
小納戸には、旗本や譜代大名の子弟が召し出された。その他、部屋住や他の役からの転任の場合は、目付を通じて2次、3次の面接がおこなわれ、厳選の後に、将軍が吹上庭で4、5間離れた場所から見て最終決定される。
小納戸に任命されると、3日のうちに登城し、各人が特技を将軍の前で披露する。小納戸には、御膳番、奥之番、肝煎、御髪月代、御庭方、御馬方、御鷹方、大筒方などがあり、性質と特技により担当を命ぜられた。また、いっそうの文芸を磨くため、吹上庭園内に漢学、詩文、書画、遊芸、天文、武術の学問所と稽古場があり、習熟者は雑役を免ぜられ、同僚の指導をおこなう。

## 職務
将軍が中奥御小座敷での食事の際に、膳奉行の立ち会いの上、小納戸御膳番が毒味をおこなう。異常がなければ膳立てし、次の間まで御膳番が捧げ、小姓に渡す。給仕は小姓の担当であった。
将軍が食べ終わった後、食事がどのくらい残されているかを秤に掛け計測し、奥医師から質問された場合には応答し、小納戸は、毒味役と将軍の健康管理を兼ねていた。
その他、洗顔、歯磨きの準備も小納戸の仕事で、将軍の月代と顔を剃り、髪を結うのが御髪月代であり、将軍の肌に直接触れることで失敗は許されず、熟練の技を要した。お馬方は、江戸市中に火災が起こると、現場に駆け付け、状況を将軍に報告した。
小納戸は、将軍に近侍する機会が多く、才智に長ける者であれば昇進の機会が多い役職であった。

## 関係人物
- 中根正盛（1588年 - 1666年）小納戸 → 御側
- 柳沢吉保（1659年 - 1714年）小納戸 → 側用人
- 遠山景元（1793年 - 1855年）小納戸 → 南・北町奉行

## 参考資料
- 松平太郎「第四章 將軍及其近侍 / 第四節 小納戶」『江戸時代制度の研究. 上巻』、武家制度研究会、1919年、361-365頁、NDLJP:980847。
- 竹内誠『徳川幕府辞典』東京堂出版、2003年。ISBN 4-490-10621-1。